# Hollósy Jusztinián
Hollósy Jusztinián (Nagyszombat, 1819. december 26. – Kiscell, 1900. január 24.) csillagász, bencés apát, az MTA levelező tagja (1863).

## Életpályája
Középiskolai tanulmányainak befejezése után, 1835. szeptember 16-án a bencések közé lépett. A teológiát Pannonhalmán hallgatta. 1843. október 8-án szentelték pappá. Matematika-fizika szakos tanári diplomát szerzett, a rend több középiskolájában tanított: 1866-ig tanár volt Győrött, Sopronban és Pannonhalmán. 1863. június 13-án a Magyar Tudományos Akadémia levelező tagjává választották. 1866-69 között szubprior és titkár, 1873-tól 1874-ig  esztergomi gimnáziumi igazgató volt. 1877-ben lett dömölki (Kiscell) apát. A csillagászatra vonatkozó művei nagy tekintélyt biztosítottak számára.
Aranymiséjének évében, 1893-ban Kiscell díszpolgárává választották. Ugyanebben az évben Ferenc József király kitüntette őt a III. osztályú Vaskorona-renddel.

## Művei
- Könnyen érthető elemei a természettannak alreál és gimnáziumok számára (Schabus I. után, Sopron 1855)
- Népszerü csillagászat (a Magyar Tudományos Akadémia által koszorúzott pályamű, Pest 1864)
- A távcsők történelmének vázlata (székfoglaló értekezés, Magyar Akad. Ért. 1864-65)
- A földfejlődés jégkorszakának fő okairól (gimnáziumi progr. értekezlet, Esztergom, 1872-73)
- A naprendszer égi testeinek legősiebb fejlődéséről (Uj Magyar Sion 1874)
- Adatok Győrmegye földtani viszonyaihoz (Győrmegye és város egyetemes leirása, Budapest 1874)
- Emlékbeszéd Dr. Kruesz Károly Krizosztom a M. T. Akadémia tiszt. tagja felett. (A Magyar Tudományos Akadémia elhunyt tagjai fölött tartott emlékbeszédek, 3 (10). Magyar Tudományos Akadémia, Budapest 1885)

## Emlékezete
Fehér Ipoly emlékbeszéde (MTA Emlékbeszédek Bp., 1903).
A celldömölki katolikus temetői kápolna kriptájában nyugszik, sírhelyét a Nemzeti Emlékhely és Kegyeleti Bizottság „A” kategóriában a Nemzeti Sírkert részévé nyilvánította.